# Coptodon zillii
Espèce
Synonymes
- Tilapia melanopleura (Duméril, 1861)

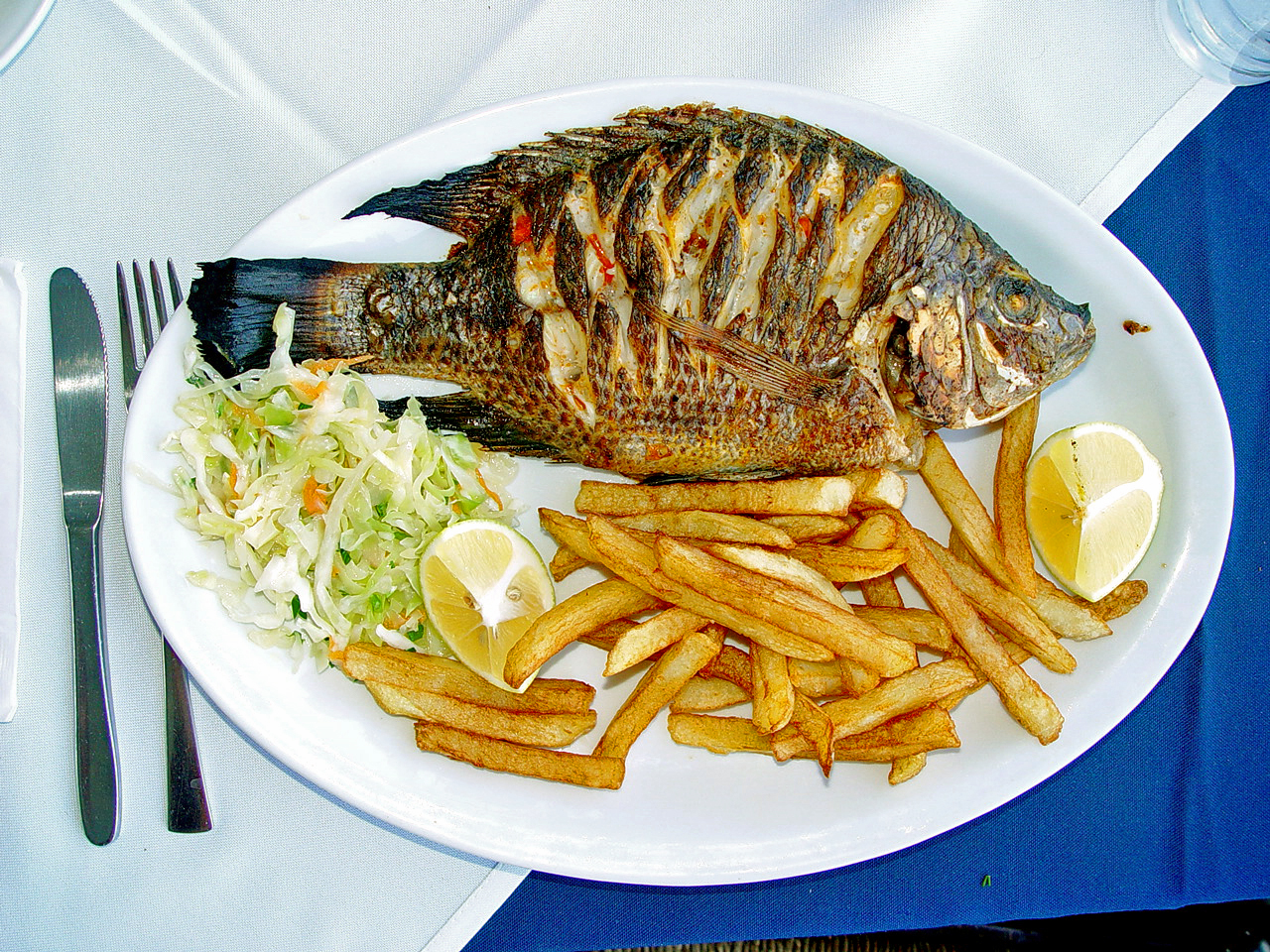
Redbelly tilapia (Tilapia zillii; "Poisson de Saint-Pierre") provenant du lac de Tibériade servi dans un restaurant de Tibériade

Coptodon zillii mais aussi Redbelly tilapia ou Poisson de Saint-Pierre est une espèce de poissons de la famille des Cichlidae, mesurant jusqu'à 40 cm de longueur. Certains auteurs considèrent l'espèce comme synonyme de Tilapia congica et de Tilapia melanopleura.

## Description
L'espèce est connue pour sa grande résistance et affectionne les eaux courantes, les cours d'eau, les lacs et lagunes. La végétation aquatique lui sert d'alimentation et d'habitat.
Elle est utilisée à des fins alimentaires, ornementales ainsi que dans la lutte contre les insectes d'eau, porteurs de maladies. Les individus adultes peuvent atteindre quarante centimètres de long. Ils présentent un polymorphisme morphologique assez important.

## Répartition
Originaire d'une grande partie de l'Afrique, cette espèce a été introduite dans de nombreuses zones géographiques.

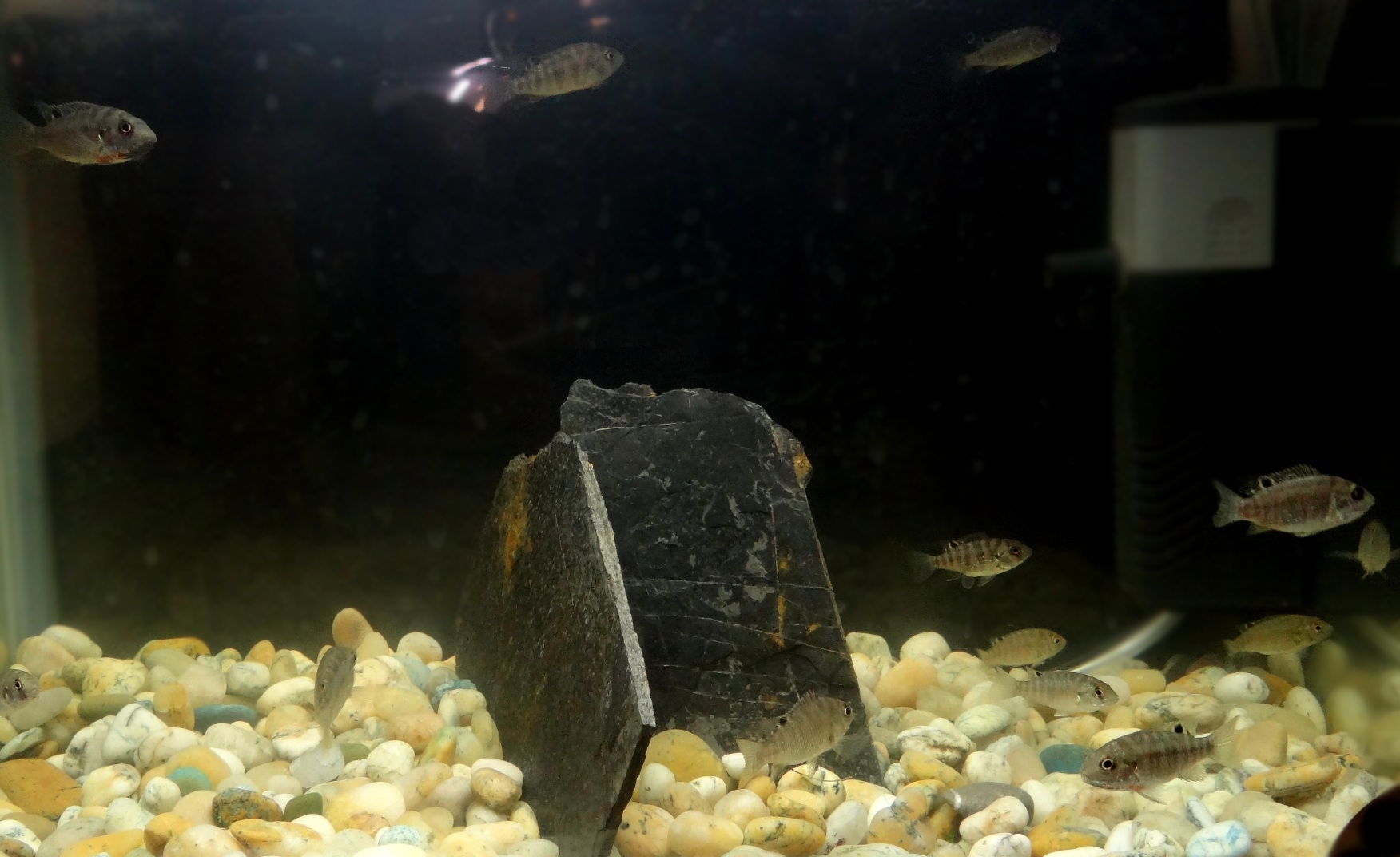
Photo d'individus juvéniles d'une population locale de C. zillii du sud Algérien

## Taxinomie
Cette espèce a longtemps été classée dans le genre Tilapia sous le nom de Tilapia zillii.